# Fårevejle Stationsby
Fårevejle Stationsby es una localidad situada en Odsherred la región de Sjælland, situada en la isla de Selandia en Dinamarca.
Se encuentra en el ahora drenado fiordo Lammefjord. Según el censo de población de 2008 contaba con una población de 1821 habitantes. 
Fårevejle tiene playa y conserva las dunas. La playa está cobijada por un bosque a su alrededor.
Fårevejle está formado por urbanizaciones unidas a una carretera. En el centro del pueblo se pueden encontrar algunos locales.

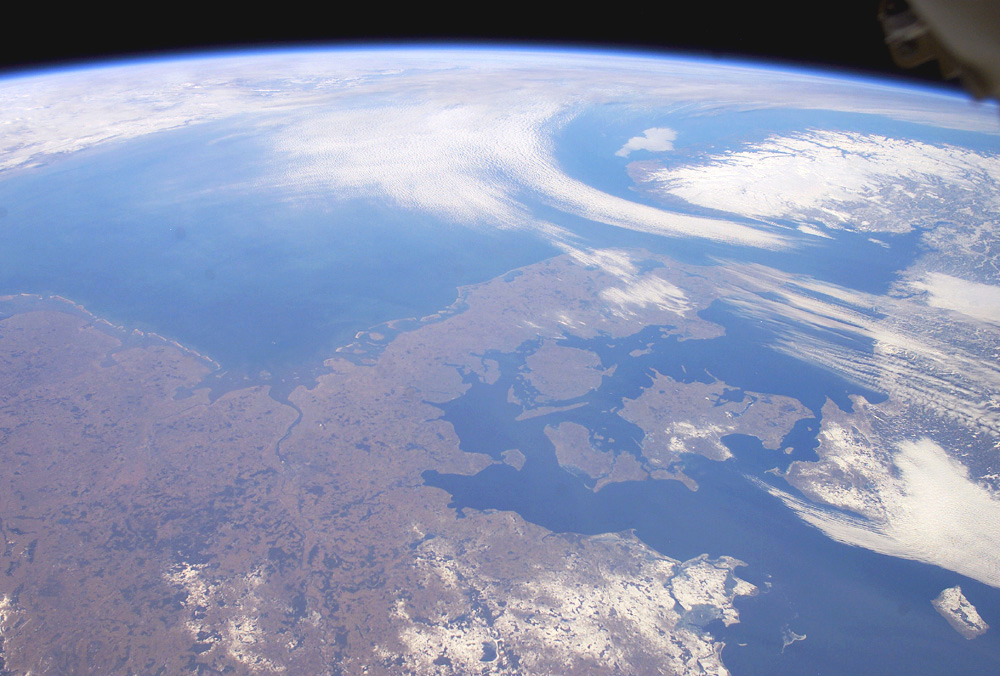
Fårevejle Stationsby, en la isla de Selandia, vista desde el espacio.

- Datos: Q2143006
- Multimedia: Fårevejle Stationsby / Q2143006